# منهج تحليلي-تركيبي
المنهج التحليلي الاكتشافي أو منهج الاختراع، وهو يستهدف الكشف عن الحقيقة، أمَّا المنهج التحليلي التركيبي أو التأليفي فهو يستهدف تركيب وتأليف الحقائق التي تم اكتشافها عن طريق المنهج التحليلي. وذل بهدف تعميمها ونشرها للآخرين.
ويعاب على هذا التقسيم أنه ناقص، لأنه يتحدث عن الأفكار فقط، ولا يشمل القوانين والظواهر، كما أنه لا يصح لكافة فروع المعرفة.